# Margarete Petraschk
Johanna Martha Margarete Petraschk (* 2. März 1898 in Dresden; † 13. Mai 1986 in Sebnitz) war eine deutsche Museologin und Heimatforscherin.

## Leben
Sie war die Tochter des Schneidermeisters Johann Friedrich Adolf Petraschk aus der sächsischen Landeshauptstadt; ihr jüngerer Bruder war der Fotograf Karl-Artur Petraschk. Nach dem Besuch der Schule schlug sie eine Lehrerausbildung ein und besuchte das Lehrerseminar, das sie erfolgreich abschloss. Im Alter von 20 Jahren kam sie nach Sebnitz, wo sie an der dortigen Schule eine Tätigkeit als Lehrerin aufnahm. In ihrer Freizeit interessierte sie sich besonders für die Geschichte ihrer neuen Heimatstadt am Rand des Sächsischen Schweiz und für die sächsische Volkskunst. Frühzeitig begleitete sie aufmerksam die Arbeit des damals ehrenamtlich geleiteten Stadtmuseums in Sebnitz, in das sie zahlreiche Schulklassen führte.
Nach dem Zweiten Weltkrieg wurde ihr angeboten, die Leitung des Stadtmuseums Sebnitz hauptamtlich zu übernehmen, was sie 1949 auch tat. Zwar standen ihr anfangs nur wenig finanzielle Mittel zur Verfügung, doch gelang es ihr durch engagierten persönlichen Einsatz das Museum weiter auszubauen und zu neuem Ansehen in der Öffentlichkeit zu führen. Sie legte ein Inventarverzeichnis an und sammelte umfangreiches Material zur Stadtgeschichte und über die dort heimische Volkskunst. Ein besonderes Interesse galt den in Sebnitz wirkenden Künstlern, darunter zum Beispiel Ilse Ohnesorge und Adolf Tannert, über die sie auch mehrfach publizierte und Vorträge sowie Ausstellungen organisierte. Wertvolle Teile der Nachlässe dieser Künstler gelang es ihr, für das Stadtmuseum Sebnitz zu sichern.
Zu ihren Forschungsgebieten zählten auch die Darstellung der Lebensweise der Handweber in Sebnitz im 19. Jahrhundert, die Art und Weise des Feierns des Weihnachtsfestes und den unterschiedlichen Pfefferkuchenmodellen in Sebnitz und Umgebung, den wertvollen Sticktüchern aus dem 18. und 19. Jahrhundert, den verschiedenen Ornamenten in den Wand- und Hausverkleidungen im Sebnitzer Raum.
Margarete Petraschk war Mitglied des Kulturbundes der DDR und wirkte besonders im Bezirksfachausschuss Kulturgeschichte/Volkskunde im Bezirk Dresden aktiv mit. Mehrere Aufsätze von ihr wurden in den Sächsischen Heimatblättern, im Kalender Sächsische Gebirgsheimat, im Kulturspiegel für den Kreis Sebnitz oder in Tageszeitungen der Region publiziert. Für das Stadtmuseum Sebnitz gab sie eine eigene Publikationsreihe heraus.
1972 trat sie im 75. Lebensjahr in den Ruhestand.

## Belege
1. ↑  Geburtsregister StA Dresden I, Nr. 720/1898
2. ↑  Sterberegister StA Sebnitz, Nr. 90/1986
3. ↑  Manfred Schober: Margarete Petraschk, Sebnitz, 85 Jahre. In: Sächsische Heimatblätter, 28 (1982), Heft 3, S. 138

| Personendaten    | Personendaten                                            |
| ---------------- | -------------------------------------------------------- |
| NAME             | Petraschk, Margarete                                     |
| ALTERNATIVNAMEN  | Petraschk, Johanna Martha Margarete (vollständiger Name) |
| KURZBESCHREIBUNG | deutsche Museologin und Heimatforscherin                 |
| GEBURTSDATUM     | 2. März 1898                                             |
| GEBURTSORT       | Dresden                                                  |
| STERBEDATUM      | 13. Mai 1986                                             |
| STERBEORT        | Sebnitz                                                  |